# Christelle Fischer-Bovet
Christelle Fischer-Bovet (* 1977) ist eine schweizerische Althistorikerin, die als Associate Professor of Classics, History and Middle East Studies an der University of Southern California tätig ist.
Nach einem Bachelor-Abschluss in Geschichte, Griechisch und Französisch an der Université de Neuchâtel in der Schweiz im Oktober 2001 wechselte sie zur Stanford University, wo sie in der Studienrichtung „Classics“ ihren Master im Januar 2006 und ihre Promotion (Ph.D.) 2008 erwarb. Seit 2010 lehrt sie an der  University of Southern California.
Fischer-Bovet beschäftigt sich mit hellenistischer Geschichte, mit dem griechischen und römischen Ägypten, mit Papyrologie und Epigraphik, mit antiker Geschichtsschreibung, mit antiken Staatsbildungsprozessen und Institutionen, mit Militärgeschichte, mit Ethnizität und Kolonisierung, mit antiker Wirtschaft und Numismatik sowie mit antiken Reichen.
Sie ist Mitherausgeberin der Historia. Zeitschrift für Alte Geschichte.

## Veröffentlichungen (Auswahl)
- Army and Society in Ptolemaic Egypt. Cambridge University Press, Cambridge 2014.
- mit Sitta von Reden: Comparing the Ptolemaic and Seleucid Empires: Interaction, Communication and Resistance. Cambridge: Cambridge University Press, Cambridge 2021.